# 笙演奏家列表
本列表列出了較為知名的笙演奏家，依其出身地作分類。

## 中國大陸
- 翁鎮發：國家一級器樂演奏家。[1]
- 冯海云[2]

### 東北
- 唐富：吉林人，黑龍江省歌舞劇院一級演奏員（正高級職稱）、中國音樂家協會會員。《文成公主》作者。[3]

### 華北
胡天泉（1934年－）、閻海登（1930年－2004年）均為今山西省忻州市人，故被研究者歸類為「晉派」。其中，胡天泉在中華人民共和國建政後以《鳳凰展翅》首開笙獨奏風氣者，被稱為「現代笙之父」。
王慧中是秦皇島人，一級演員。1970年代以楊大明「三十二簧加鍵方笙」為基礎設計「三十六簧加鍵擴音方笙」，截至2010年代仍為國樂團基本配備。
吳彤是馬友友等絲路之旅演奏團中的團員。

## 臺灣
- 陳麒米
- 安敬業
- 張慶隆
- 蔡輝鵬[7]
- 張雅媛
- 朱樂寧
- 楊心瑜
- 黃瀠緹
- 李俐錦：以現代笙演奏電玩《超級瑪利歐》的背景音樂引發世界關注。[8][9]
- 陳奕濰：台中人，截至2017年6月為香港中樂團笙首席。[10]

## 香港、澳門
- 盧思泓
- 鄭德惠
- 伍卓賢

## 兩岸四地以外
- 吴巍
- 王慶琛

胡建兵Hu Jianbing